# Yun Sung-bin
Yun Sung-bin (Hangul: 윤성빈), (23 de mayo de 1994) es un deportista surcoreano que compite en skeleton. Ganó la medalla de oro en los Juegos Olímpicos de Invierno de 2018 en Pieonchang y participó en los Juegos Olímpicos de Invierno de 2014 en Sochi.